# Voo Longtail Aviation 5504
Em 20 de fevereiro de 2021, houve vários relatos de destroços caindo em Meerssen, na Holanda . Testemunhas relataram ter ouvido um grande estrondo, depois ergueram os olhos e viram uma "chuva de destroços". Os destroços incluíam fragmentos de metal quente que queimaram a mão de uma criança quando ela tentou pegar um pedaço de entulho recém-caído do chão. Uma mulher que sofreu um ferimento na cabeça devido à queda de destroços foi levada a um hospital para tratamento. Veículos e estruturas no terreno também foram danificados. Mais de 200 pedaços de entulho foram recuperados do solo e telhados da área.
Foi rapidamente determinado que o voo 5504 da Longtail Aviation, um voo internacional de carga operado pela Longtail Aviation, teve problemas de motor logo após a partida do aeroporto Maastricht Aachen, que fez com que peças do motor saíssem da aeronave que pousou nas proximidades de Meerssen . O avião de carga Boeing 747-400 (BCF) foi desviado para o aeroporto de Liege com o motor defeituoso desligado e pousou lá com segurança.
Uma investigação criminal foi iniciada para determinar se houve negligência criminosa envolvida, mas foi encerrada um mês depois sem nenhuma conclusão de negligência. Uma investigação de segurança de aviação separada também foi lançada pelo Conselho de Segurança Holandês (OVV).

## Acidente
Em 20 de fevereiro de 2021 às 16:11, horário local, coincidentemente apenas algumas horas antes do incidente semelhante da aeronave que partia do voo 328 da United Airlines um Boeing 747-400BCF registrado nas Bermudas ( VQ-BWT), operando como o voo LGT-5504 da Longtail Aviation , experimentou uma falha de motor nominalmente contida logo após deixar o Aeroporto Maastricht Aachen na Holanda em direção ao sul. No entanto, duas pessoas ficaram feridas por destroços que também caíram em uma área residencial. Uma senhora idosa sofreu um traumatismo craniano que foi tratado em um hospital, e uma criança sofreu queimaduras após tocar em um entulho no chão.
O cargueiro convertido, entregue originalmente em 1991, era equipado com quatro motores Pratt & Whitney PW4056-3, uma versão do motor PW4000-94 anterior. “Poucos segundos após a decolagem do avião, o controle de tráfego aéreo notou um incêndio no motor e informou aos pilotos. Eles então desligaram o motor em questão e enviaram um sinal de emergência ", de acordo com o aeroporto de Maastricht Aachen. Partes de metal do motor # 1 (s / n P727441), que se acredita serem lâminas de turbina, caíram na área de Sint Josephstraat, na vila de Meerssen, aproximadamente 2 km após o final da pista.
A tripulação declarou emergência e desviou para pousar na pista mais longa em Liège, Bélgica, cerca de 19 mi (31 km) ao sul da fronteira holandesa. Depois de entrar em um padrão de espera sobre as Ardenas belgas para despejar combustível, a aeronave fez um pouso cautelar de três motores sem mais incidentes.
Um representante do corpo de bombeiros local relatou que várias testemunhas no solo viram a aeronave voando com um incêndio de motor ativo. O vídeo de um 747 em voo com fumaça saindo de um motor também foi postado no Twitter. Detritos em queda danificaram carros estacionados, e relatos da imprensa sobre o incidente incluíram uma foto amplamente divulgada da destruição, mostrando o que parece ser uma parte de uma lâmina de motor presa no teto de um carro como uma faca enfiada em um bloco de manteiga . A porta-voz do Aeroporto de Maastricht, Hella Hendriks, disse à Reuters: "Vários carros foram danificados e pedaços atingiram várias casas. As peças foram encontradas em todo o bairro residencial em telhados, jardins e ruas. " A polícia de Meerssen solicitou publicamente que possíveis fragmentos fossem deixados no local para ajudar na investigação, mas depois pediu aos moradores que entregassem as peças. Os residentes locais teriam coletado mais de 200 peças do motor após o que alguns descreveram como uma "chuva de destroços". As partes em forma de lâmina tinham aproximadamente 5 cm (2 in) largura e até 25 cm (10 in) muito tempo.

## Investigação
O Conselho de Segurança Holandês (OVV) iniciou imediatamente uma investigação exploratória onde os pesquisadores inicialmente coletam evidências para determinar se uma investigação extensiva é necessária. Uma porta-voz do OVV afirmou "Nós imediatamente começamos a coletar destroços no sábado e agora também vamos examinar a própria aeronave." A Equipe de Aviação da polícia nacional holandesa também iniciou uma investigação para determinar se houve negligência criminosa, mas eles não viajaram para a Bélgica para examinar a aeronave, em vez disso, pediram ajuda aos seus homólogos belgas. A investigação de negligência criminal foi encerrada um mês depois, sem encontrar negligência ou culpa.
Martin Amick, CEO da Longtail Aviation, disse: “estamos agora trabalhando em estreita colaboração com as autoridades holandesas, belgas, das Bermudas e do Reino Unido para entender a causa deste incidente”. A CNN informou que os consultores técnicos da Boeing estão apoiando o Conselho Nacional de Segurança de Transporte dos EUA em sua investigação. O NTSB estaria envolvido na investigação, já que o Boeing 777 é construído nos Estados Unidos
O regulador europeu da aviação EASA disse que estava ciente dos dois incidentes com motores a jato da Pratt & Whitney e estava solicitando informações sobre as causas para determinar quais ações podem ser necessárias. Depois de receber mais informações, a EASA disse que os incidentes do Longtail e do United não estavam relacionados: "Nada na falha e na análise da raiz mostra qualquer semelhança (entre os dois incidentes) neste estágio."
A aeronave e a carga foram liberadas dois dias após o incidente, mas o OVV manteve o motor danificado e os gravadores "caixa preta". A Longtail Aviation despachou um motor substituto em outro de seus cargueiros 747 para facilitar os reparos necessários para o retorno ao serviço. A aeronave voltou ao serviço e foi vista em manutenção no Aeroporto de Maastricht.
Em 26 de junho de 2021, o OVV mostra que uma "Investigação Encurtada" ainda está em andamento.

## Eventos relacionados
Em sua notícia sobre esse incidente, o jornal britânico The Guardian usou uma imagem de estoque de uma aeronave de carga 747F da Air China como imagem principal. A mídia chinesa noticiou que a Air China exigiu um pedido formal de desculpas público por meio de seus advogados pelo suposto impacto negativo na imagem da empresa, e a Embaixada da China no Reino Unido solicitou que o jornal fizesse uma correção imediata e se desculpasse com a empresa chinesa. O Guardian mudou a imagem e deixou uma nota no final do relatório: "A fotografia usada para ilustrar este artigo foi alterada em 23 de fevereiro de 2021 porque uma imagem anterior mostrava um Boeing 747 pertencente a um porta-aviões não relacionado a eventos; ele foi substituído com uma imagem genérica de uma aeronave Boeing. "